# Labarthe-Inard
Labarthe-Inard település Franciaországban, Haute-Garonne megyében. Lakosainak száma 872 fő (2022. január 1.). Labarthe-Inard Beauchalot, Estancarbon, Montespan, Pointis-Inard, Saint-Médard és Savarthès községekkel határos.

## Népesség
A település népességének változása:
| Lakosok száma | 559  | 614  | 762  | 825  | 888  | 865  | 852  | 866  | 867  | 872  |
|               | 1968 | 1982 | 1990 | 2006 | 2013 | 2015 | 2017 | 2019 | 2020 | 2022 |